# 14-es busz (Kecskemét)
A kecskeméti 14-es jelzésű autóbusz a Széchenyi tér és a széchenyivárosi Margaréta Otthon között közlekedik. A viszonylatot a Kecskeméti Közlekedési Központ megrendelésére az Inter Tan-Ker Zrt. üzemelteti.

## Története
2008. március 1-jétől: Szabad- és munkaszüneti napokon – az előző menetrendhez képest – a vonal minden járata, minden nap 3 perccel korábban indul a Margaréta utcától a Széchenyi tér irányába, a csatlakozások biztosíthatósága érdekében. Szabad- és munkaszüneti napokon a Széchenyi térről 8.45–17.15 óra között 15 perces, ezen kívül 30 perces követési időközökkel indulnak a járatok.
2008. június 14-től: A Széchenyi térről munkanapokon 22.15 órakor induló járat, 22.20 órakor közlekedik.
2021. augusztus 8-ától az új Margaréta Otthon buszvégállomásig meghosszabbítva közlekedik.

## Útvonala
| Margaréta Otthon felé | Széchenyi tér felé |
| --- | --- |
| Széchenyi tér vá. – Kápolna utca – Irinyi utca – Március 15. utca – Nyíri út – Károly Róbert körút – Margaréta utca – Margaréta Otthon vá. | Margaréta Otthon vá. – Margaréta utca – Szent-Györgyi Albert utca – Nyíri út – Március 15. utca – Irinyi utca – Kápolna utca – Széchenyi tér vá. |

## Megállóhelyei
| 0  | Széchenyi tér végállomás    | 12 | 2, 2A, 2D, 2S, 3, 3A, 4, 4A, 4C, 5, 6, 7, 7C, 9, 10, 11, 11A, 12, 13, 13D, 13K, 16, 18, 20, 20H, 23, 23A, 28, 29, 34A, 169, 916 |
| 3  | Szent Imre utca             | 9  | 3, 4, 10, 12, 20, 20H, 29, 34A                                                                                                  |
| 5  | Irinyi utca                 | 7  | 4, 10, 12, 14D, 22, 34, 350 Helyközi buszok                                                                                     |
| 6  | Szent Család Plébánia       | 6  | 4, 10, 12, 14D, 22, 34, 350 |
| 7  | Kristály tér                | 5  | 4, 12, 14D, 22, 34, 350 |
| 8  | Benkó-domb                  | 3  | 4, 12, 14D, 22, 34, 350 |
| 9  | Domb Áruház                 | 2  | 4, 12, 14D, 29, 34 Helyközi buszok                                                                                              |
| ∫  | Margaréta utca              | 1  | 4, 14D |
| 10 | Margaréta Otthon végállomás | 0  | 4, 12, 14D |